# Umbergaon
Umbergaon é uma vila no distrito de Valsad, no estado indiano de Gujarat.

## Demografia
Segundo o censo de 2001, Umbergaon tinha uma população de 21 648 habitantes. Os indivíduos do sexo masculino constituem 55% da população e os do sexo feminino 45%. Umbergaon tem uma taxa de literacia de 71%, superior à média nacional de 59,5%: a literacia no sexo masculino é de 78% e no sexo feminino é de 62%. Em Umbergaon, 14% da população está abaixo dos 6 anos de idade.